# Psammisia orientalis
Psammisia orientalis är en ljungväxtart som beskrevs av J.L. Luteyn. Psammisia orientalis ingår i släktet Psammisia och familjen ljungväxter. Inga underarter finns listade i Catalogue of Life.